# Laajakoskenjärvi
Le lac de Laajakoski (en finnois : Laajakoskenjärvi) est un lac du village Laajakoski de Kotka en Finlande.

## Géographie
La superficie du lac est de 38 hectares, il mesure 800 mètres de long et 450 mètres de large. 
Il est séparé de la branche Pernoonhaarasta du Kymijoki, par un isthme étroit, sur le côté est duquel il se trouve. 
Le lac n'a pas d'îles et son rivage est long de 3,0 kilomètres,,,.
la végétation des rives et des eaux du lac Laajakoskenjärvi est luxuriante et abondante. 
Le lac est entouré d'une zone de roselières, qui peut atteindre une centaine de mètres de large.
Dans les roselières on trouve le roseau et le Comaret des marais et le carex canescens.
Le lac est le site Natura 2000 FI0408003 de 72 hectares.